# Nội tiết tố

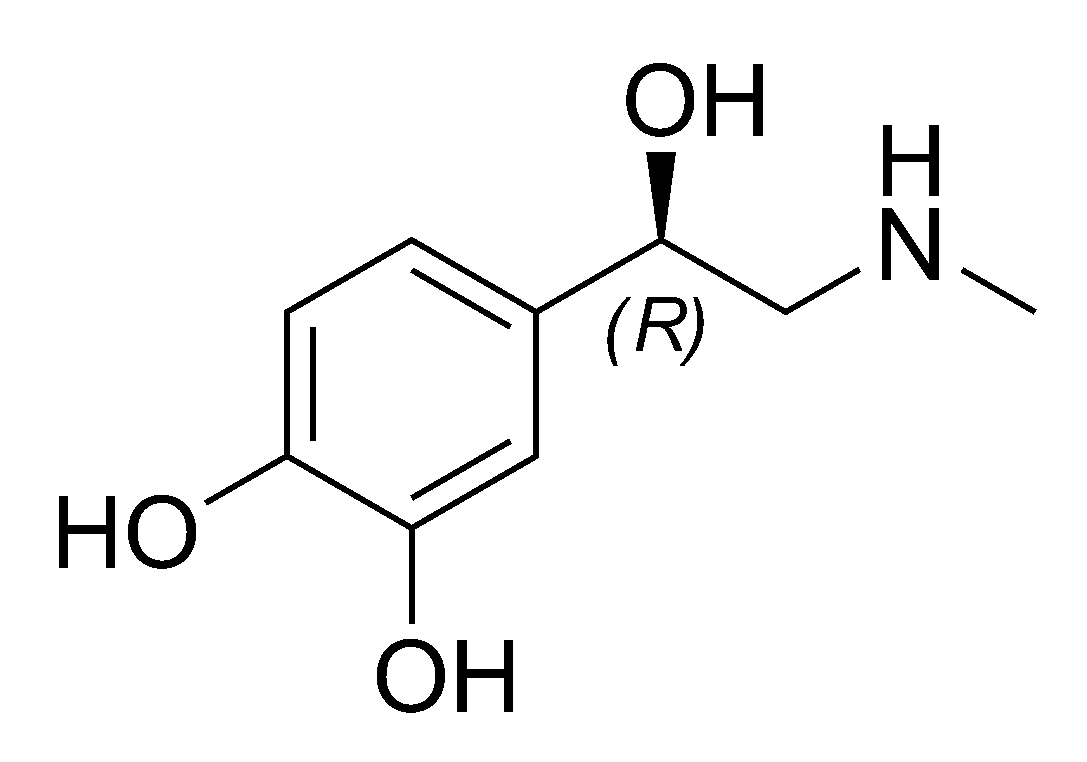
Epinephrine (adrenaline), một loại hoóc-môn catecholamine

Nội tiết tố hay hoóc-môn (Tiếng Anh: hormone) là một chất hóa học được tiết ra bởi một hoặc nhiều tế bào và chúng tác động lên các tế bào trong các bộ phận khác nhau của sinh vật. Chỉ một lượng nhỏ nội tiết tố được dùng trong quá trình trao đổi chất của tế bào. Nó là công cụ hóa học truyền các tín hiệu từ tế bào này đến tế bào khác. Tất cả các sinh vật đa bào đều sản xuất hormon; nội tiết tố thực vật được gọi là phytohormone. Các hormone trong cơ thể động vật thường được truyền trong máu. Các tế bào phản ứng lại với nội tiết tố khi chúng tiếp nhận nội tiết tố đó. Hormon gắn chặt với protein tiếp nhận (receptor), tạo ra sự kích hoạt cơ chế chuyển đổi tín hiệu và cuối cùng dẫn đến các phản ứng riêng biệt trên từng loại tế bào.
Các phân tử nội tiết tố tuyến nội tiết được tiết trực tiếp vào dòng máu, trong khi các nội tiết tố ngoại tiết được tiết vào các ống dẫn và từ đó chúng có thể chảy vào máu hoặc chúng truyền từ tế bào này qua tế bào khác bằng cách khuếch tán.

## Vai trò
Hormone có vai trò: 
- Tham gia điều hòa quá trình sinh trưởng và phát triển của cơ thể.
- Tham gia quá trình điều hòa quá trình trao đổi chất và năng lượng. Quá trình chuyển hóa, dự trữ và biến đổi của vật chất và năng lượng trong cơ thể phụ thuộc rất nhiều vào nội tiết tố.
- Tham gia điều hòa sự cân bằng nội môi của dịch nội bào và ngoại bào.
- Tham gia điều tiết sự thích nghi của cơ thể với môi trường.
- Tham gia điều tiết quá trình sinh sản: Gây rụng trứng nhiều bằng các loại nội tiết tố kích dục là một yếu tố then chốt của việc cấy truyền phôi hiện nay. Tuy nhiên, mặc dù được sử dụng rộng rãi vẫn có sự dao động lớn về tỷ lệ rụng trứng và số lượng phôi có chất lượng tốt do việc áp dụng các phương pháp gây rụng trứng nhiều hiện nay.

## Một số loại nội tiết tố

### Gonadotropin releasing hormone (GnRH)
GnRH là nội tiết tố được tiết ra từ các nơron vùng dưới đồi có tác dụng kích thích tuyến yên tăng cường tiết các nội tiết tố Gonadotropin (FSH và LH) để kích hoạt và tăng cường sự phát triển của tế bào trứng, sự rụng trứng và hình thành thể vàng.
Nhờ cơ chế tác dụng thuận chiều, GnRH còn đóng vai trò quan trọng trong việc kiểm soát mối tác động ngược dương tính của Estrogen để tăng cường tiết LH để kiểm soát mối tác động ngược âm tính của Progesteron để đảm bảo sự tồn tại của thể vàng.

#### FSH (Follicle Stimulating Hormone): Kích noãn bào tố
Còn gọi là kích noãn bào tố, là nội tiết tố của thùy trước tuyến yên. Ở con cái có tác dụng kích thích sự phát triền của noãn bào đến dạng chín gọi là nang Degraf nổi cộm nên trên bề mặt buồng trứng và kích thích bao noãn tiết noãn tố Estrogen. Ở con đực FSH có tác dụng kích thích sự phát dục của ống sinh tinh và kích thích các tế bào Sertolia ở ống sinh tinh sản sinh ra tinh trùng.

#### LH (Luteinsing Hormone): Kích hoàng thể tố
Là nội tiết tố của thùy trước tuyến yên. Ở con cái LH cùng với FSH thúc đẩy noãn bào chín và tiết nhiều noãn tố. LH còn có tác dụng làm chín mọng màng noãn bào, tăng bài tiết dịch trong xoang bao noãn để đạt đến một áp lực lớn làm noãn bào vỡ ra, trứng được giải phóng ra gọi là trứng rụng. LH biến bao noãn còn lại thành vết sẹo đó là thể vàng và kích thích thể vàng tiết hoàng thể tố Progesteron.
Giữa FSH và LH thì FSH chỉ làm trứng chín không làm trứng rụng, muốn trứng chín và rụng được phải có LH. Muốn cho trứng chín rụng được thì tỷ lệ LH/FSH phải bằng 3/1.

#### Huyết thanh ngựa chửa – PMSG
Là kích tố của nhau thai ngựa có chức năng sinh lý tương tự như FSH và LH của thùy trước tuyến yên. Tuy nhiên hoạt tính của nó giống FSH nhiều hơn.

#### Kích tố nhau thai người – HCG (Human Choionic Gonadotropin)
Xuất hiện trong máu, trong nước tiểu của phụ nữ ở những ngày đầu của thời kỳ có mang,nồng độ cao nhất ở tháng thứ hai, thứ ba và mất dần sau vài ba ngày sau khi đẻ. HCG có tác dụng kích thích tiết Oestrogen và progesterone giống như LH của tuyến yên.Ngoài ra còn có vai trò quan trọng trong việc duy trì thể vàng trong 3 tháng đầu của thia kì

### Kích tố bao noãn (Estrogen)
Khi gia súc cái đến tuổi thành thục về tính noãn bào phát triển đến độ chín và tiết nhiều noãn tố gọi là Estrogen gồm 3 nội tiết tố: Estradiol, Estron và Estriol trong đó Estradiol có hoạt lực sinh lý mạnh nhất.
Tác dụng sinh lý chủ yếu của Estrogen:
- Tạo nên đặc tính sinh dục thứ cấp ở con cái, biểu hiện những biến đổi của cơ quan sinh dục và tính dục của con vật.
- Gây ra hành vi động dục.
- Tăng đồng hóa protein (không mạnh bằng Androgen đối với con đực) làm tăng tích lũy mỡ.
- Gây tác động ngược lên vùng dưới đồi và tuyến yên để tăng cường tiết LH, góp phần gây ra rụng trứng.
- Kích thích sự phát triển của tuyến vú.

### Kích tố thể vàng (Progesteron)
Sau khi trứng rụng bao noãn còn lại biến thành thể vàng và tiết ra hoàng thể tố Progesteron. Progesteron có tác dụng chủ yếu sau:
- Kích thích sự phát triển hơn nữa của niêm mạc tử cung, âm đạo tích lũy nhiều glycogen ở các niêm mạc đó sau tác dụng của Ostrogen; làm phát triển hơn nữa lưới mạch máu tử cung để chuẩn bị đón thai thực sự.
- Ức chế ngược âm tính tuyến yên làm giảm tiết FSH, LH nên trong thời kỳ có chửa không có hiện tượng động dục, không có trứng chín và rụng (trừ ngựa).
- An thai, bảo vệ thai phát triển trong tử cung.
- Kích thích sự phát triển của tuyến vú.

Trong thực tế, Progesteron được dùng chữa các bệnh như thiếu thể vàng, chảy máu tử cung, các bộ phận sinh dục kém phát triển, vô sinh và các trường hợp có biến chứng trụy thai...

### Prostaglandin
Prostaglandin (PG) là một nhóm lipoid được tiết ra từ tuyến tiền liệt ở con đực hay từ nội mạc của ống sinh dục (tử cung, âm đạo) của con cái. Prostagdin có nhiều loại, nhưng loại có hoạt tính mạnh nhất là PGF2α. Tác dụng chủ yếu:
- Phá vỡ màng noãn bao để gây rụng trứng.
- Phá hủy thể vàng, nang nước trên buồng trứng, gây động dục.
- Gây hưng phấn ống sinh dục, tăng cường nhu động tử cung, kích thích mở cổ tử cung. Do đó Prostagdin còn được ứng dụng trong gây đẻ nhân tạo và trợ sản những ca đẻ khó, rặn đẻ yếu.

### Kích tố sinh dục đực (Androgen)
Đến tuổi thành thục về tính tuyến sinh dục ở con đực hoạt động mạnh. Tế bào kẽ leydig nằm giữa các ống sinh tinh trong dịch hoàn tiết nội tiết tố sinh dục đực gọi là Androgen nó bao gồm 3 nội tiết tố sau: Testosteron, Androsteron, Dehydroandrosteron, trong đó Testosteron có hoạt tính mạnh nhất. Tác dụng sinh lý của Androgen:
- Tạo nên đặc tính sinh dục thứ cấp của con đực biểu hiện các hành vi tính dục của nó cũng như những phát triển của cơ thể đực như: ngực, mông nở nang, bờm lông phát triển, gà trống cựa mọc dài, màu lông sặc sỡ...
- Tăng đồng hóa protein (tác dụng mạnh hơn so với Estrogen đối với con cái)
- Tăng tạo máu
- Thúc đẩy sự phát triển của các tuyến sinh dục phụ: tinh nang, tiền liệt tuyến, tuyến cawper thông qua đó tăng chất lượng tinh dịch và hoạt lực của tinh trùng.

### Oxytocin
Oxytocin còn gọi là nội tiết tố trợ sản, có tác dụng sinh lý: gây co bóp cơ trơn tử cung có tác dụng thúc đẩy thai ra ngoài trong quá trình đẻ; kích thích bài tiết sữa; ảnh hưởng nhẹ lên sự co bóp của cơ trơn bong đái và cơ trơn ruột; gây co mạch máu tử cung.
Trong ngành chăn nuôi, con người thường dùng Oxytocin để thúc đẻ trong các trường hợp đẻ khó.

### Kích nhũ tố (Prolactin – Luteo tropin hormone - LTH)
Prolactin còn được gọi là kích tố dưỡng thể vàng. Sau khi trứng rụng có hai trường hợp xảy ra:
- Nếu trứng rụng mà được thụ tinh thì bao noãn còn lại biến thành thể vàng và tiết một lượng Progesteron đầu tiên dưới tác dụng của LH sau đó LTH duy trì thể vàng và tiếp tục kích thích thể vàng tiết progesteron. Với hàm lượng cao progesteron và estrogen tạo một mối liên hệ ngược âm tính ức chế lại vùng dưới đồi và tuyến yên làm giảm tiết FSH và LH khiến cho những noãn bào khác không tiếp tục phát triển đến độ chín được làm cho lượng Estrogen giảm xuống. Do đó ở con vật sau khi trứng rụng mà được thụ tinh thì không còn có hiện tượng động dục nữa.
- Nếu trứng rụng mà không được thụ tinh thì 7-10 ngày (tùy loài) thể vàng bị teo biến đi thành một vết sẹo màu trắng bạc gọi là thể bạch, lượng Progesteron giảm nhanh chóng khiến việc tiết FSH và LH không còn bị ức chế nữa, những noãn bào khác tiếp tục phát triển đến độ chín và một chu kỳ động dục khác lại xuất hiện. Ở con đực không có nội tiết tố LTH, ngay sau khi đẻ LTH mang tên Prolactin có tác dụng kích thích sự tiết sữa vào xoang sữa để cùng với Oxytocin gây thải sữa ra ngoài.

### Inhibin
Inhibin là nội tiết tố tham gia vào quá trình điều hòa sự phân tiết FSH, giữ vai trò quan trọng trong việc điều hòa chu kỳ sinh dục và rụng trứng ở gia súc cái.
Cơ chế tác động của Inhibin phối hợp với oestradiol và các nội tiết tố gonadotropin trong quá trình điều hòa chu kỳ sinh dục:
- Inhibin với một chuỗi bán hủy dài và được toàn bộ các bao noãn có xoang tiết ra có thể ức chế sự phân tiết FSH và đóng các bao noãn rụng trứng.
- Oestradiol dường như quyết định sự dao động hàng ngày của FSH và điều này đóng một vai trò quan trọng đối với việc hoạt hóa các noãn bao rụng trứng (ovulatoryfoll đã có được hoạt lực tối đa của enzim acrmataza chuyển hóa androgen thành oestradiol) dưới ảnh hưởng của FSH thì lượng oestradiol được sinh ra từ đó về sau trong pha bao noãn (Follienlar phase) sẽ được quyết định nguồn cung cấp các androgen tiền thân của nó là từ các tế bào nền dưới sự kích thích của LH (không bị ức chế bởi inhibin). Do vậy mà các noãn bao có khả năng thoát ra khỏi vòng ngược liên quan đến FSH và các nội tiết tố buồng trứng vào lúc cần thiết để tiết đủ oestradiol kích thích một đợt sóng tăng tiết LH cần cho sự rụng trứng.
- Ngoài hiệu ứng ức chế ngược đối với FSH thông qua tác động trực tiếp lên các tế bào tiết gonadotropin trong thùy trước tuyến yên, có một vài bằng chứng cho thấy rằng inhibin có thể tác động lên hypothalamus tuyến tùng và các ảnh hưởng cục bộ lên buồng trứng.